# أجبية

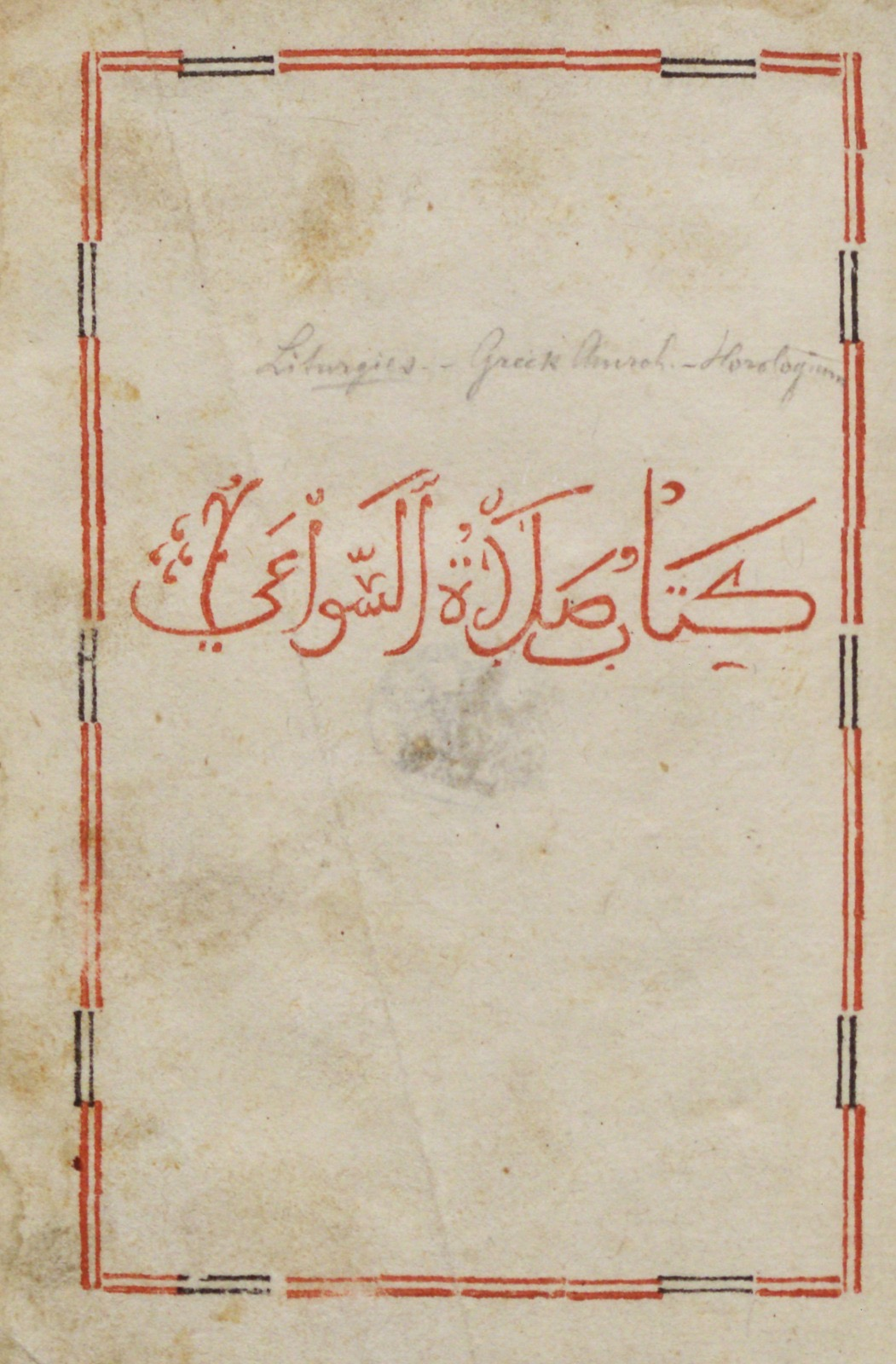
نُسخة من كتاب "صلاة السواعي" محفوظة في مكتبة جامعة أكسفورد. يُعد أول كتاب معروف طُبع باللغة العربية، وتم ذلك بطريقة الحرف المُتحرك.

كلمة «اجبية» هي كلمة قبطية مبنية على كلمة agp أو تي أجب التي تعني «ساعة». ومعناها كتاب المواقيت أو «كتاب السواعي» أو «كتاب الساعات». وهي كلمه ذات أصل قبطي. تستخدمها الكنيسة القبطية الأرثوذكسية. وهي تحتوي سبع صلوات تقام على مدار اليوم. وهذه الصلوات مرتبة زمنيًا، وكل صلاة تعبر عن مرحلة من حياة يسوع على الأرض.
وكل صلاة منها تحتوي مقدمة يتم بدأها بالصلاة الربانية، ثم تلاوة صلاة الشكر - المزمور الخمسون - المقدمة الثلاثية - تلاوة مجموعة من المزامير - مقتطف من الإنجيل - قطع الابتهالات - ثم ترديد كلمة كيرياليسون (وهي كلمة قبطية تعني يا رب ارحم) وهي تمثل جلدات المسيح وعددها 39 جلدة+ الحربة في جنبه+ تاج الشوك.
- ثم يأتي بعدها صلوات: قدوس قدوس - قدوس الله - مقطع اخر قبل كيرياليسون قبل صلاة النوم.
- بعدها صلاة ختام كل ساعة - ارحمني يا الله، والختام الصلاة الربانية.

## السبع صلوات
وتبدأ الصلوات من الفجر وحتى الغروب وهي:
- صلاة باكر: وتوافق الساعة السادسة صباحًا، وتُقال بعد تسبحة نصف الليل في اليوم السابق أو بعد الاستيقاظ.
- صلاة الساعة الثالثة: في الساعة التاسعة صباحًا.
- صلاة الساعة السادسة: في الساعة الثانية عشر ظهرًا وتصلى مع صلاة الساعة الثالثة وذلك قبل كل قداس إلهي في رفع البخور.
- صلاه الساعة التاسعة: في الثالثة ظهرًا، تُصلى كذلك في أيام الصيام في القداس.
- صلاة الغروب: أو صلاة الساعة الحادية عشر، وتوافق السادسة عصرًا (قبل حلول الليل)
- صلاة النوم: في الساعة التاسعة مساء ويتم قراءتها عند حلول المساء.
- صلاة نصف الليل: تقرأ قبل حلول منتصف الليل.

أما صلاة الستار فهي صلاة خاصة بالكهنة والرهبان، والأحبار من الأساقفة.